# Port lotniczy Mana
Port lotniczy Mana (IATA: MNF, ICAO: NFMA) – port lotniczy położony na wyspie Mana, należącej do Fidżi.